# Nora Calderwood
 Nora Isobel Calderwood (* 14. März 1896 in Blairgowrie and Rattray, Schottland; † April 1985 in Selly Oak, Birmingham, England) war eine schottische Mathematikerin und Hochschullehrerin. 

## Leben und Werk
Calderwood war die Tochter des Schulleiters der Blairgowrie Public School, Daniel Scott Calderwood. Nachdem ihr Vater zum Schulleiter der Church of Scotland Normal School ernannt worden war, zog ihre Familie nach Edinburgh. Sie besuchte die James Gillespie’s School und mit einem Stipendium studierte sie von 1907 bis 1914 am Edinburgh Ladies’ College, wo sie in derselben Klasse war wie die Mathematikerin Annie Hutton Numbers. Sie erhielt dort den Preis für den besten Arithmetiker und den Costorphine-Preis.
Von 1914 bis 1920 studierte sie an der University of Edinburgh und erwarb 1919 einen Bachelor of Science (Pure) und 1920 einen Master of Arts in Politischer Ökonomie. Im folgenden Jahr trat sie in die Fakultät der University of Birmingham ein und hielt Vorlesungen in Mathematik. Sie kehrte an die University of Edinburgh zurück, um ihr Studium bei dem Mathematiker Alexander Aitken fortzusetzen. 1931 promovierte sie dort in Mathematik bei Aitken mit der Dissertation Researches in the Theory of Matrices.
Sie unterrichtete bis zu ihrem Ruhestand 1963 an der University of Birmingham. In ihren letzten Dienstjahren unterrichtete sie Chemieingenieure in Mathematik.
Calderwood bestand im Alter von 14 Jahren das Higher Piano und wurde 1913 von dem Edinburgh Ladies College mit einer Goldmedaille als Dux der Musikklassen ausgezeichnet. Sie war eine versierte Klavierspielerin und gab Konzerte in Birmingham.

## Ehrungen
Sie ist die Namensgeberin des Calderwood Prize, einer akademischen Auszeichnung der University of Birmingham.

## Mitgliedschaften
- Edinburgh Mathematical Society
- London Mathematical Society

## Veröffentlichungen
- mit W. Cramp: The use of single-core sheathed cables for alternating currents. Journal of the Institution of Electrical Engineers. 61 (317), 1923, S. 477–485.[2]
- mit W. Cramp: The calculation of air-space flux. Journal of the Institution of Electrical Engineers. 61 (323), 1923, S. 1061–1071.
- Researches in the theory of matrices. University of Edinburgh, 1931.